# Zizania
Zizania L. è un genere piante erbacee monocotiledoni, acquatiche annuali, appartenenti alla famiglia delle Poacee o Gramineae.
Alcune specie del genere vengono commercializzate come riso selvatico.
Il genere Zizania è relativamente affine al genere Oryza (a cui appartiene il comune riso): entrambi appartengono alla tribù delle Oryzeae anche se in due sottotribù distinte. 
A differenza di Oryza, che è adatto a climi con temperature piuttosto elevate e relativamente costanti, il genere Zizania è adatto in genere a climi più freschi, se non decisamente freddi.

## Descrizione
Il genere Zizania comprende 2 specie perenni e altre 2 annue. Presentano spighette unisessuali riunite in infiorescenze a pannocchia, glume assenti; glumelle membranose oblunghe, l'inferiore aristata.

## Distribuzione e habitat
Tre specie (Zizania palustris, Z. aquatica e Z. texana sono native del Nord America: , mentre una specie (Z. latifolia) è nativa dell'Asia orientale.

## Tassonomia
Il genere comprende le seguenti specie:
- Zizania aquatica L.
Detta semplicemente "riso selvatico" (Wild rice), è una specie annuale, tipica delle zone costiere atlantiche degli Stati Uniti e di alcune località nel golfo del Messico.
- Zizania latifolia (Griseb.) Hance ex F.Muell.
"Riso selvatico della Manciuria", è un riso selvatico delle zone nord orientali della Manciuria. Il riso selvatico della Manciuria è quasi scomparso in natura, a causa dell'antropizzazione e della modifica del suo ambiente naturale. La pianta è stata incidentalmente introdotta in Nuova Zelanda, dove si è diffusa in ambienti selvaggi e dove è considerata invasiva.[2]
- Zizania palustris L.
È la specie più nota, detto "riso selvatico del nord" (Northern wild rice), una specie annua tipica delle zone dell'estremo nord degli Stati Uniti e delle regioni centrali e meridionali del Canada, (Alberta, Saskatchewan e Manitoba); è il cereale simbolo del Minnesota (Stati Uniti).La  coltivazione in modeste quantità e soprattutto la raccolta delle piante spontanee, praticata dai nativi americani, è attuata ancora oggi.
- Zizania texana Hitchc.
"Riso selvatico del Texas", è una specie perenne a rischio di estinzione a causa dell'alterazione del suo ambiente naturale e per la scarsa capacità di diffusione del suo polline; è presente in una piccolissima area presso il fiume Marcos, in zona centrale del Texas (Usa).[3]

## Usi

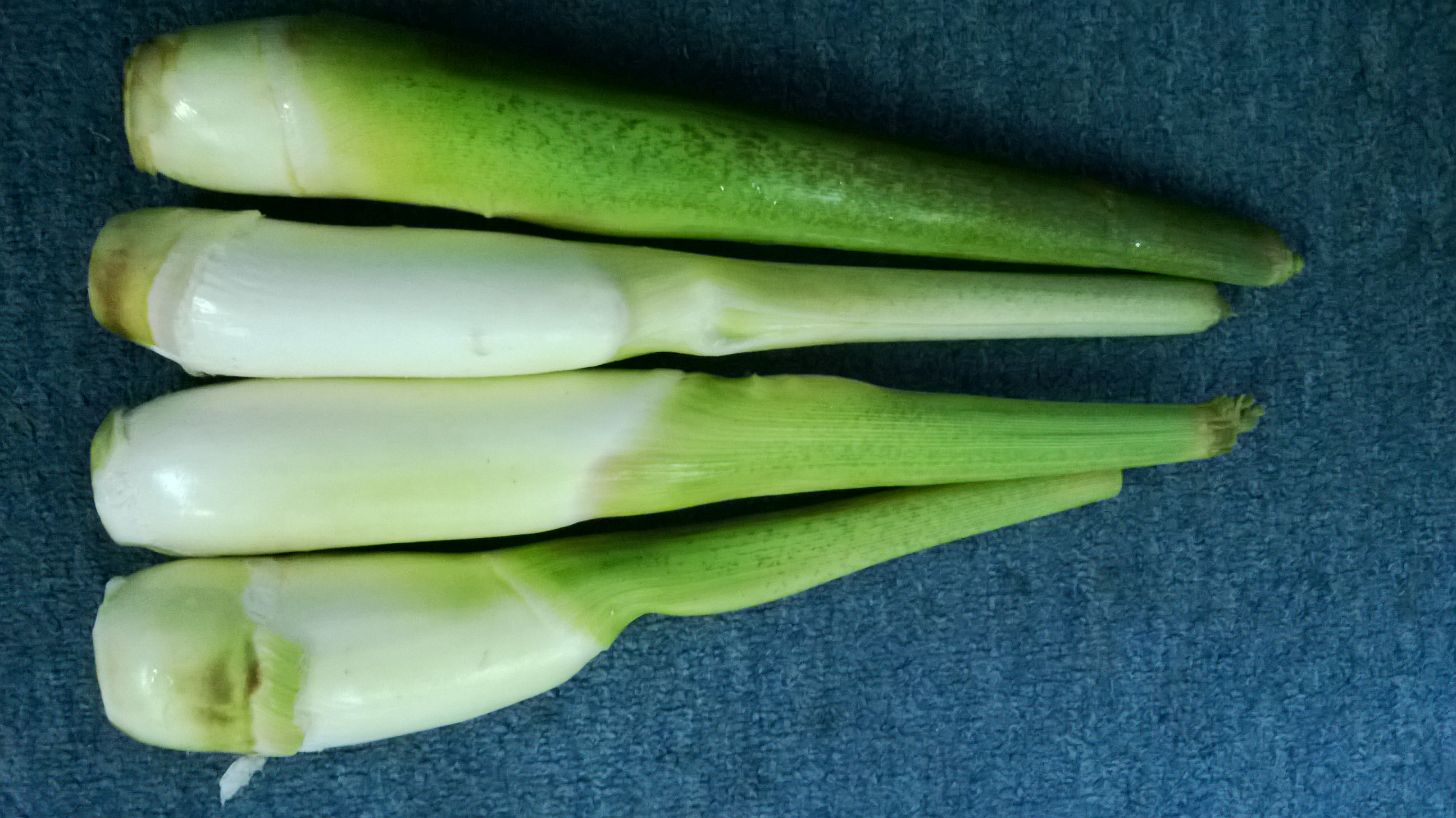
Gambi di Zizania

I gambi rigonfi, bianchi e croccanti del riso della Manciuria sono usati come verdura comune in Asia sud orientale. L'ingrossamento degli steli avviene in seguito all'infezione da parte del fungo parassita Ustilago esculenta, il cui micelio invade gli apparati fiorali impedendo alla pianta infettata di riprodursi.
Per gli usi agricoli quindi la pianta è moltiplicata per via vegetativa, in questo modo il fungo si trasmette dalla pianta "madre" alle piante "figlie".
Tra i 120 e i 170 giorni dal trapianto il fusto si ingrossa; gli steli vanno raccolti prima che il fungo raggiunga la fase riproduttiva, dopo la quale il fusto diventa nerastro e si sbriciola.

## Riferimenti nella cultura
Nella parabola della zizzania nei testi della religione cristiana (Vangelo secondo Matteo 13,24-30 e nel Vangelo (apocrifo) di Tommaso), il seme della zizzania è considerato "cattiva semente" in alternativa alla semente buona. È probabile che la pianta citata sia il Lolium, una comune erba infestante dei campi di frumento; le piante del genere Zizania (da nominazione linneana) erano molto probabilmente sconosciute in Palestina.